# Мічурінський сільський округ (Костанайський район)
Мічу́рінський сільський округ (каз. Мичурин ауылдық округі, рос. Мичуринский сельский округ) — адміністративна одиниця у складі Костанайського району Костанайської області Казахстану. Адміністративний центр — село Мічурінське.
Населення — 5356 осіб (2021; 4319 у 2009, 3467 у 1999, 4117 у 1989).
Станом на 1989 рк існувала Мічурінська сільська рада (село Мічурінське, селища Алтинсаріно, Садовий).

## Склад
До складу округу входять такі населені пункти:
| Населений пункт   | Старі назви | Населення, осіб (1989) | Населення, осіб (1999) | Населення, осіб (2009) | Населення, осіб (2021) |
| ----------------- | ----------- | ---------------------- | ---------------------- | ---------------------- | ---------------------- |
| Алтинсаріно, село | -           | 955                    | 808                    | 1019                   | 1177                   |
| Садове, село      | Садовий     | 1333                   | 1067                   | 1091                   | 1222                   |
| Мічурінське, село | -           | 1829                   | 1592                   | 2203                   | 2955                   |
| --Польовий стан   | -           | -                      | -                      | 6                      | 2                      |